# Булька, Юозас
Юозас Винцевич Булька (лит. Juozas Bulka, бел. Юозас Булька; 25 декабря 1925, Рипайчяй, Утенский район — 9 января 2010, Минск) — католический священник, бывший настоятель костёла Святой Анны в деревне Мосар Глубокского района Витебской области.

## Биография
Родился в крестьянской семье, отец умер рано. Воспитанием мальчика занимались мать, бабушка и тётя-монашка. С малых лет хотел быть священником. Коррективы в планы внесли присоединение Прибалтики к СССР и Великая Отечественная война. После войны окончил школу, поступил в сельскохозяйственный техникум, где учил агрономию. Атеистическое притеснение в советской Литве помешало Юозасу Булька получить диплом и он был отчислен.
Большую часть своей жизни работал на Вильнюсском заводе электросчетчиков. Начинал работать простым рабочим, а затем трудился в отделе кадров. Возглавил первичную организацию Товарищества Красного креста. Создал в Вильнюсе клуб трезвости «Шальтинис». Однако, после сильного давления сторонников алкоголя на Бульку клуб «Шальтинис» вынужден был закрыться. Но спустя некоторое время открылся клуб «Шейма» с тем же составом участников. В середине 1980-х Юозас Булька был вынужден уволиться с завода и начал служить министрантом в католическом храме.
В возрасте 62 лет был рукоположен в священники в польском городе Влоцлавек. Служил во Влоцлавеке, затем был направлен в Кокшетау, где существует католическая община.
В 1988 году был приглашён Тадеушем Кондрусевичем в БССР. Стал настоятелем католической церкви Святой Анны в Мосаре.
В Мосаре Юозас Булька заложил дендропарк и начал облагораживать прикостёльную площадь. На всё он тратил собственные накопления, а также деньги полученные от продажи квартиры в Вильнюсе. В 1990 году перед костёлом появилась копия работы Микеланджело «Пьета». В 1996 году была построена копия Острой брамы, в которой разместили копию Остробрамской иконы Божией Матери. В октябре 2004 года был установлен 23-метровый крест (самый высокий в Республике Беларусь). 15 августа 2005 года был поставлен первый в Республике Беларусь памятник Иоанну Павлу II.
Ксёндз Юозас Булька умер 9 января 2010 года и был похоронен на прикостёльной территории.

## Награды
- Премия Президента Республики Беларусь «За духовное возрождение» (2005 год)[3]
- Медаль Франциска Скорины (2006 год)
- Звание каноника Витебской диоцезии от Иоанна Павла II[1]